# Maison Cornet (Verviers)
Pour les articles homonymes, voir Maison du Cornet.
La maison Cornet  est un immeuble classé datant de 1757 situé dans la ville de Verviers en Belgique (province de Liège).

## Localisation
Cette maison est située dans le centre historique de Verviers, au no 42 de la rue des Raines, une ancienne artère de la rive gauche de la Vesdre possédant plusieurs immeubles classés. À gauche, se trouve l'ancien hôtel Franquinet  érigé au XVIIe siècle.

## Historique
La demeure a été construite en 1757 pour le premier propriétaire Joseph Cornet, bourgmestre de Verviers et son épouse Marie-Agnès Franquinet. La maison est habitée par la famille Cornet jusqu’à la fin du XVIIIe siècle. L'immeuble est ensuite occupé par  le docteur Rutten, aussi bourgmestre de Verviers, entre 1808 et 1830. La maison est acquise par la ville de Verviers en 1958 afin d’y installer les collections d’archéologie et de folklore des musées communaux.

## Description
La façade de style Louis XV possède cinq travées et trois niveaux (deux étages). Le soubassement est réalisé en pierre calcaire décoré de cartouches. Les extrémités latérales de la façade sont aussi ornées de cartouches. Le reste de la façade est élevé en brique avec encadrements en pierre calcaire. Les baies sont de hauteur décroissante suivant le niveau. Les linteaux bombés possèdent une clé passante à motif végétal. La porte d'entrée à deux battants surmontée d'une baie d'imposte se trouve sur la travée de gauche.

## Musée d’archéologie et de folklore
Le bâtiment était connu comme musée d’archéologie et de folklore de Verviers qui fermera définitivement en raison des dégâts causés par les inondations de 2021.